# 褚脩
褚脩（510年代前—6世紀），吳郡錢唐人，南北朝南梁人，因有孝行而聞名。
褚脩的父親是精通《周易》的褚仲都，曾在天監年間擔任五經博士；褚脩年輕時繼承父業，同時通曉《孝經》、《論語》，擅長書信，相當了解文章。最初他任職湘東王蕭繹的王國侍郎，遷官輕車湘東府行參軍，兼任國子助教。武陵王蕭紀在揚州出任刺史，引用為宣惠參軍、兼限內記室。他個性十分孝順，父親逝世，他悲傷得超越了禮節，患上冷病，不喝水漿二十三日，斷氣暈倒又醒來，每次哭泣都會嘔血，因而傷身去世。

## 引用
1. 1 2  《梁書·卷四十七·列傳第四十一》：褚脩，吳郡錢唐人也。父仲都，善《周易》，爲當時最。天監中，歷官五經博士。脩少傳父業，兼通《孝經》、《論語》，善尺牘，頗解文章。初爲湘東王國侍郎，稍遷輕車湘東府行參軍，並兼國子助教。武陵王爲揚州，引爲宣惠參軍、限內記室。
2. 1 2  《南史·卷七十四·列傳第六十四》：褚脩，吳郡錢唐人也。父仲都，善周易，為當時之冠。梁天監中，歷位五經博士。修少傳父業，武陵王紀為揚州，引為宣惠參軍，兼限內記室。
3. ↑  《梁書·卷四十七·列傳第四十一》：脩性至孝，父喪毀瘠過禮，因患冷氣。及丁母憂，水漿不入口二十三日，氣絕復蘇，每號慟嘔血，遂以毀卒。
4. ↑  《南史·卷七十四·列傳第六十四》：脩性至孝，父喪毀瘠過禮，因患冷氣。及丁母憂，水漿不入口二十三日，每號慟輒嘔血，遂以毀卒。

## 延伸阅读
[在维基数据编辑]
 《梁書/卷47》，出自姚思廉《梁書》